# Tweede Bijbel van Karel de Kale

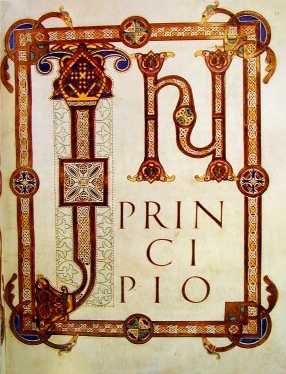
f11v, Incipit, Genesis, In principio

De Tweede Bijbel van Karel de Kale (Parijs, Bibliothèque nationale de France, MS lat. 2) is een verluchte Bijbel. Het handschrift werd vervaardigd in de 9e eeuw in de abdij van Sint-Amand in Sint-Amands-aan-de-Skarpe. Het bevat geen miniaturen, maar is versierd met grote initialen in de Franco-Insulaire stijl.

## Codicologische beschrijving
Het handschrift bevat 444 perkamenten folia van 430 bij 335 mm groot. Het is geschreven in het Latijn in een Karolingische minuskel. De bladspiegel is 320 op 240 mm groot en onderverdeeld in 2 kolommen van 52 lijnen per blad.
Het handschrift is versierd met 74 grote, geschilderde initialen met de incipits van de verschillende hoofdstukken geschreven in gouden uncialen of kapitalen. Aan de bovenzijde van de pagina’s is de hoofdstuktitel in het rood vermeld. Het begin van de Bijbel is versierd met bladgrote initialen die de incipit van Genesis wordt weergegeven.
Het handschrift is gebonden in rood marokijn over houten boekplatten. De omslag is gestempeld met de wapens van Hendrik IV van Frankrijk.

## Geschiedenis
De opdracht van Hucbald op ff.1v-3r, is vrij essentieel voor de plaatsing en datering van het handschrift. In de laatste verzen van het gedicht wordt verwezen naar de grootmoedigheid van Karel de Kale die vergiffenis schenkt aan een wrede tiran. Waarschijnlijk werd hiermee zijn zoon Carloman bedoeld die abt was van Sint-Amand van 867-871. De Bijbel was een blijk van dankbaarheid van de abdij aan Karel en zou dan gemaakt zijn tussen 871 als Carloman werd afgezet en 877, het jaar dat Karel stierf. Als men bedenkt dat Karel in 873 de opdracht gaf om zijn zoon blind te maken, zou men de einddatum voor die datum kunnen plaatsen, wat dan een datering tussen 870 en 873 zou opleveren. Maar dit blijven natuurlijk allemaal hypotheses, hoewel men zeker is van de regio waar de Bijbel tot stand kwam is de exacte plaats nog steeds niet met zekerheid te bepalen.
Na de dood van Karel kwam de Bijbel terecht in de bibliotheek van de Abdij van Saint-Denis. Volgens een notitie in het handschrift werd het op 23 oktober 1595 overgebracht van Saint-Denis naar de koninklijke bibliotheek.

## Inhoud
Het handschrift bevat de boeken van het Oude Testament en van het Nieuwe Testament volgens de Vulgaat.
| Folium    | Inhoud                             | Folium  | Inhoud                                                            |
| --------- | ---------------------------------- | ------- | ----------------------------------------------------------------- |
| ff. 1v-3r | Opdracht door Hucbald              | ff4v-5r | Voorwoord in verzen, Theodulf van Orléans, Quicquid ab hebraeo... |
| f10v      | Genesis                            | f28v    | Exodus                                                            |
| f43v      | Leviticus                          | f53v    | Numeri                                                            |
| f67r      | Deuteronomium                      | f79r    | Jozua                                                             |
| f88r      | Richteren                          | f96r    | Ruth                                                              |
| f97v      | I en II Samuel en I en II Koningen | f144v   | Jesaja                                                            |
| f161v     | Jeremia                            | f183r   | Ezechiël                                                          |
| f201r     | Daniël                             | f207v   | Kleine profeten                                                   |
| f223r     | Job                                | f233v   | Psalmen                                                           |
| f253r     | Spreuken                           | f261r   | Ecclesiastes                                                      |
| f264r     | Hooglied                           | f265v   | Sapientia                                                         |
| f271r     | Ecclesiasticus                     | f293v   | 1 en 2 Kronieken                                                  |
| f305v     | Ezra                               | f314v   | Tobias                                                            |
| f318r     | Judith                             | f322v   | Esther                                                            |
| f339v     | 1 Makkabeeën en 2 Makkabeeën       | f351v   | Canons van Eusebius                                               |
| f354v     | Evangelie volgens Matteüs          | f366v   | Evangelie volgens Marcus                                          |
| f374v     | Evangelie volgens Lucas            | f386v   | Evangelie volgens Johannes                                        |
| f395v     | Handelingen van de apostelen       | f407v   | VII Epistels                                                      |
| f414r     | Epistels van Paulus                | f444r   | Openbaring van Johannes, Praefatio en capitula                    |

## Stijlkenmerken
Zoals typisch is voor de Franco-Insulaire stijl bevat het handschrift geen menselijke figuren. De versieringen bestaan uit lineaire en geometrische elementen dikwijls uitgevoerd in vlechtwerk dat eindigt op puntige vormen en gestileerde dierenhoofden, die frequent ontleend zijn aan insulaire voorbeelden zoals het Lindisfarne-evangeliarium en het Book of Kells. De gigantische initialen in vlechtwerk doen weliswaar aan insulaire boekverluchting denken, maar het subtiele evenwicht tussen die initialen, de prachtig uitgevoerde lettergroepen en de decoratieve elementen op een lege bladruimte is zeker niet insulair te noemen. Guilmain noemt de verluchting in het handschrift dan ook een perfecte fusie tussen een dynamisch en complex vocabularium van insulaire versieringen en een perfecte kalligrafie in een monumentale klare compositie, het werk van een groot kunstenaar.

## Weblinks
- Catalogus BnF
- Online op Gallica

Codex Amiatinus · Anjou-Bijbel · Bury Bijbel · Bijbel van de Heilige Lodewijk · Gotische Bijbel · Middelfrankische Rijmbijbel · Rado-Bijbel · Rijmbijbel · Ripoll-bijbels - Souvigny-Bijbel · Speyer-fragment · Tweede Bijbel van Karel de Kale · Weense Bible Moralisée C.V. 1179 · Weense Bible Moralisée C.V. 2554 · Weense Genesis · Wenceslaus-Bijbel · Zwolse Bijbel